# 1256 Normannia
1256 Normannia eller 1932 PD är en asteroid i huvudbältet, som upptäcktes 8 augusti 1932 av den tyske astronomen Karl Wilhelm Reinmuth i Heidelberg. Den tros ha fått sitt namn efter invånarna i Normandie.
Asteroiden har en diameter på ungefär 68 kilometer och den tillhör asteroidgruppen Hilda.